# Lista de prefeitos de Agudos do Sul
Esta é a lista de prefeitos do município de Agudos do Sul, estado brasileiro do Paraná.
| Nº | Nome                                       | Imagem                | Partido                                          | Início do mandato      | Fim do mandato                          | Observações                           |
| 1  | Giocondo D’esttella                        |                       |                                                  | 18 de novembro de 1961 | 18 de novembro de 1965                  | Prefeito nomeado                      |
| 2  | Francisco Freitas Ribeiro                  |                       |                                                  | 19 de novembro de 1965 | 31 de dezembro de 1969                  | Primeiro prefeito eleito              |
| 3  | Alcides de Lima Maoski                     |                       |                                                  | 1 de janeiro de 1970   | 31 de dezembro de 1972                  | Prefeito eleito em sufrágio universal |
| 4  | Francisco Freitas Ribeiro                  |                       |                                                  | 1º de janeiro de 1973  | 31 de dezembro de 1977                  | Prefeito eleito em sufrágio universal |
| 5  | Alcides de Lima Maoski                     |                       |                                                  | 1º de janeiro de 1978  | 31 de dezembro de 1982                  | Prefeito eleito em sufrágio universal |
| 6  | Antonio Gonçalves da Luz                   |                       |                                                  | 1º de janeiro de 1983  | 31 de dezembro de 1988                  | Prefeito eleito em sufrágio universal |
| 7  | Nabor Longuinos Dorabiello                 |                       |                                                  | 1º de janeiro de 1989  | 31 de dezembro de 1992                  | Prefeito eleito em sufrágio universal |
| 8  | Francisco Teixeira                         |                       |                                                  | 1º de janeiro de 1993  | 31 de dezembro de 1996                  | Prefeito eleito em sufrágio universal |
| 9  | José Pires de Oliveira                     |                       | Partido Trabalhista Brasileiro PTB               | 1º de janeiro de 1997  | 31 de dezembro de 2000                  | Prefeito eleito em sufrágio universal |
| 10 | Luciane Maira Teixeira                     |                       | Partido do Movimento Democrático Brasileiro PMDB | 1º de janeiro de 2001  | 31 de dezembro de 2004                  | Prefeita eleita em sufrágio universal |
| 11 | José Pires de Oliveira                     |                       | Partido da Frente Liberal PFL                    | 1º de janeiro de 2005  | 31 de dezembro de 2008                  | Prefeito eleito em sufrágio universal |
| 12 | Antonio Gonçalves da Luz, Antonio Ferreira |                       | Partido Progressista PP                          | 1º de janeiro de 2009  | 31 de dezembro de 2012                  | Prefeito eleito em sufrágio universal |
| 12 | Antonio Gonçalves da Luz, Antonio Ferreira | 1º de janeiro de 2013 | Partido Progressista PP                          | 31 de dezembro de 2016 | Prefeito reeleito em sufrágio universal |                                       |
| 13 | Luciane Maira Teixeira                     |                       | Partido do Movimento Democrático Brasileiro PMDB | 1º de janeiro de 2017  | 31 de dezembro de 2020                  | Prefeita eleita em sufrágio universal |
| 14 | Jesse Zoellner                             |                       | PSD                                              | 1° de janeiro de 2021  | 1ºJulho de 2024                         | Prefeito eleito em sufrágio universal |
| 15 | Genézio Ferreira                           |                       | Partido Liberal PL                               | 20 de julho de 2024    | Atualidade                              | Prefeito eleito em sufrágio universal |